# 树懒
樹懶，误作樹獺，是哺乳綱異關節總目披毛目下樹懒亞目（学名：Folivora）物種的通稱，又稱為食葉亞目，包括有樹懶科和二趾樹懶科。其移動速度非常地慢，只有每分鐘4米（0.24km/h）的速度，在地面上是只有每分钟2米（0.12km/h）的速度。如果不慎掉到地面，容易成为其他肉食性动物的猎物，然而牠們具有游泳的能力。共有兩科六種，分布於南美洲及中美洲的熱帶雨林中，雖然外觀上相似，但兩科之間的分別頗大。雖然被稱為二趾與三趾樹懶，但其實所有現存的樹懶均有3根腳趾，主要差異在於，二趾樹懶的前臂上僅有二指。
樹懶的粗毛夾縫中長有與其互利共生的綠藻，提供很好的保護色，而樹懶有時也會取食身上的綠藻作為營養來源。而這些綠藻也是樹懶蛾的食物來源，有些種類的樹懶蛾甚至只能在樹懶身上發現。
絕種的樹懶包括地懶，其中體型最大的大地懶全長可達6米（20英尺），相當於現今的非洲象。

## 分類
異關節總目是一群6千萬年前演化自南美洲的有胎盤哺乳動物，與其他有胎盤哺乳動物於約1億年前分家。目前已知最早的異關節總目物種為樹棲的草食動物，具有粗壯的脊椎、癒合的骨盆、粗壯的牙齒以及較小的腦。異關節總目中的現存物種也包含食蟻獸和犰狳。樹懶屬於異關節總目披毛目下的樹懶亞目，其學名「Folivora」拉丁文意思為「食葉者」。
樹懶亞目共有8科，其中6科成員已完全滅絕，現存成員共兩科六種如下所示：
- - †加勒比地懶科 Megalocnidae：為棲息於加勒比地區的地懶，屬於樹懶亞目的基群，出現於3千2百萬年前並於約5,000年前絕種[10]。
- 大地懶總科 Megatheroidea
  - 樹懶科 Bradypodidae
    - 樹懶屬 Bradypus
      - 侏三趾樹懶 B. pygmaeus：為巴拿馬Isla Escudo de Veraguas（英语：Isla Escudo de Veraguas）小島上的特有種
      - 鬃毛三趾樹懶 B. torquatus：分佈於巴西東南部的大西洋沿岸森林
      - 白喉三趾樹懶 B. tridactylus：分佈於南美洲北部的熱帶雨林
      - 褐喉三趾樹懶 B. variegatus：分佈於中美洲及南美洲新熱帶界[11][12]森林

  - †巨爪地懶科 Megalonychidae：出現於3千5百萬年前並於11,000年前絕種。二趾樹懶與加勒比地懶過去被認為均屬於本科。
  - †大地懶科 Megatheriidae：出現於2千3百萬年前並於11,000年前絕種。本科包含了體型最大的大地懶以及水生與半水生的海懶獸屬。
  - †懶獸科（英语：Nothrotheriidae） Nothrotheriidae：出現於1千1百6十萬年前並於11,000年前絕種。
- 磨齒獸總科 Mylodontoidea
  - 二趾樹懶科 Choloepodidae
    - 二趾樹懶屬 Choloepus
      - 霍氏樹懶 C. hoffmanni：由安地斯山脈分隔為兩個族群，其中一個族群分佈從宏都拉斯東部[13]至厄瓜多西部，另一個族群則分布於秘魯東部、巴西西部以及波利維亞北部[14]
      - 二趾樹懶 C. didactylus：分佈於委內瑞拉、蓋亞那、哥倫比亞、厄瓜多、秘魯、巴西北部的亞馬遜河流域

  - †磨齒獸科 Mylodontidae：出現於2千3百萬年前並於11,000年前絕種。
  - †股骨懶科（英语：Scelidotheriidae） Scelidotheriidae：膠原蛋白序列結果顯示，本科物種比起磨齒獸（英语：Mylodon）其親緣關係更近似於現存的二趾樹懶，因此自立一科[10]。

### 演化
三趾樹懶與二趾樹懶約於2千8百萬年前分家，現今兩者外型與樹棲行為類似是趨同演化後的結果。有關於樹懶雙起源的假說藉由研究其內耳構造的形態學提供支持。過去的異關節總目包含了更多樣化的物種，並分布於更為廣泛的區域。已滅絕的樹懶多半棲息於地面，並被稱為是地懶，體型最大的大地懶甚至可與大象相當。

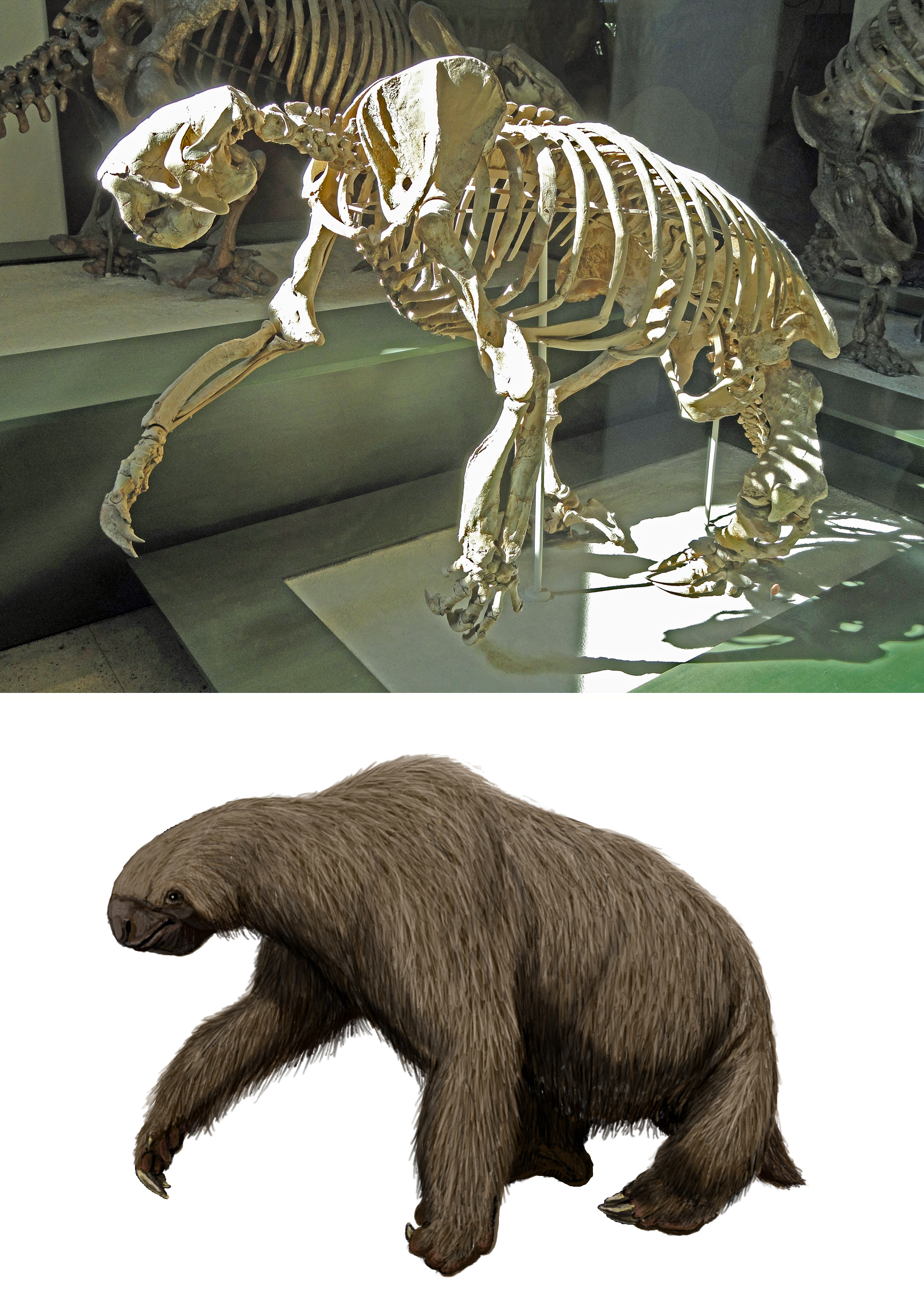
巨爪地懶（M. wheatleyi）的化石及復原圖，展示於美國自然史博物館

地懶在獨立的南美洲大陸上演化，並在之後透過牠們卓越的游泳能力於漸新世時海洋播遷至安地列斯群島，巨爪地懶科的Pliometanastes及磨齒獸科的Thinobadistes於約900萬年前抵達北美洲，遠早於巴拿馬地峽的形成。300萬年前，大地懶科與懶獸科物種於南北美洲生物大遷徙時也抵達北美洲。南美洲西岸的地懶則演化出了半水生甚至之後完全水生的海懶獸屬。在中新世晚期的祕魯與智利，海懶獸屬的物種最初僅是棲息於沿岸地區，並以沖上岸的海藻為食，但經過400百萬年的演化牠們最終成為完全水生的哺乳動物，以海床上的海草為食，類似於現存的海牛。
根據形態學上的比較，過去認為二趾樹懶是由已滅絕的加勒比地懶演化支分支出來的，雖然從超過33種的地懶的骨骼架構中取得資料，但不同種地懶之間的關係仍尚未釐清。
2019年，藉由分析膠原蛋白分子序列及粒線體DNA則更支持了樹懶雙起源的假說，更同時推翻了之前仰賴形態學建立的地懶種系發生樹。這項研究指出二趾樹懶與磨齒獸為近親，而三趾樹懶則屬於大地懶總科，與巨爪地懶、大地懶及懶獸為近親。這代表原本的巨爪地懶科實屬於多系群，現已將二趾樹懶科與加勒比地懶移出巨爪地懶科並成為獨立的科，且加勒比地懶被認為屬於地懶種系發生樹的基群。

### 種系發生學
以下演化樹是根據2019年的研究。
|  | 懶獸科 Nothrotheriidae |
|  |                        |
|  | 大地懶科 Megatheriidae |
|  |                        |

|  | 巨爪地懶科 Megalonychidae |
|  |                           |
|  | 樹懶科 Bradypodidae       |
|  |                           |

|  | 懶獸科 Nothrotheriidae |
|  |                        |
|  | 大地懶科 Megatheriidae |
|  |                        |

|  | 巨爪地懶科 Megalonychidae |
|  |                           |
|  | 樹懶科 Bradypodidae       |
|  |                           |

|  | 陵角懶科 Scelidotheriidae                                                          |
|  |                                                                                    |
|  | \| \| 二趾樹懶科 Choloepodidae \| \| \| \| \| \| 磨齒獸科 Mylodontidae \| \| \| \| |
|  |                                                                                    |
|  | 二趾樹懶科 Choloepodidae                                                           |
|  |                                                                                    |
|  | 磨齒獸科 Mylodontidae                                                              |
|  |                                                                                    |

|  | 二趾樹懶科 Choloepodidae |
|  |                          |
|  | 磨齒獸科 Mylodontidae    |
|  |                          |

|  | 懶獸科 Nothrotheriidae |
|  |                        |
|  | 大地懶科 Megatheriidae |
|  |                        |

|  | 巨爪地懶科 Megalonychidae |
|  |                           |
|  | 樹懶科 Bradypodidae       |
|  |                           |

|  | 懶獸科 Nothrotheriidae |
|  |                        |
|  | 大地懶科 Megatheriidae |
|  |                        |

|  | 巨爪地懶科 Megalonychidae |
|  |                           |
|  | 樹懶科 Bradypodidae       |
|  |                           |

|  | 陵角懶科 Scelidotheriidae                                                          |
|  |                                                                                    |
|  | \| \| 二趾樹懶科 Choloepodidae \| \| \| \| \| \| 磨齒獸科 Mylodontidae \| \| \| \| |
|  |                                                                                    |
|  | 二趾樹懶科 Choloepodidae                                                           |
|  |                                                                                    |
|  | 磨齒獸科 Mylodontidae                                                              |
|  |                                                                                    |

|  | 二趾樹懶科 Choloepodidae |
|  |                          |
|  | 磨齒獸科 Mylodontidae    |
|  |                          |

|  | 懶獸科 Nothrotheriidae |
|  |                        |
|  | 大地懶科 Megatheriidae |
|  |                        |

|  | 巨爪地懶科 Megalonychidae |
|  |                           |
|  | 樹懶科 Bradypodidae       |
|  |                           |

|  | 懶獸科 Nothrotheriidae |
|  |                        |
|  | 大地懶科 Megatheriidae |
|  |                        |

|  | 巨爪地懶科 Megalonychidae |
|  |                           |
|  | 樹懶科 Bradypodidae       |
|  |                           |

|  | 陵角懶科 Scelidotheriidae                                                          |
|  |                                                                                    |
|  | \| \| 二趾樹懶科 Choloepodidae \| \| \| \| \| \| 磨齒獸科 Mylodontidae \| \| \| \| |
|  |                                                                                    |
|  | 二趾樹懶科 Choloepodidae                                                           |
|  |                                                                                    |
|  | 磨齒獸科 Mylodontidae                                                              |
|  |                                                                                    |

|  | 二趾樹懶科 Choloepodidae |
|  |                          |
|  | 磨齒獸科 Mylodontidae    |
|  |                          |

|  | 懶獸科 Nothrotheriidae |
|  |                        |
|  | 大地懶科 Megatheriidae |
|  |                        |

|  | 巨爪地懶科 Megalonychidae |
|  |                           |
|  | 樹懶科 Bradypodidae       |
|  |                           |

|  | 懶獸科 Nothrotheriidae |
|  |                        |
|  | 大地懶科 Megatheriidae |
|  |                        |

|  | 巨爪地懶科 Megalonychidae |
|  |                           |
|  | 樹懶科 Bradypodidae       |
|  |                           |

|  | 陵角懶科 Scelidotheriidae                                                          |
|  |                                                                                    |
|  | \| \| 二趾樹懶科 Choloepodidae \| \| \| \| \| \| 磨齒獸科 Mylodontidae \| \| \| \| |
|  |                                                                                    |
|  | 二趾樹懶科 Choloepodidae                                                           |
|  |                                                                                    |
|  | 磨齒獸科 Mylodontidae                                                              |
|  |                                                                                    |

|  | 二趾樹懶科 Choloepodidae |
|  |                          |
|  | 磨齒獸科 Mylodontidae    |
|  |                          |

|  | 懶獸科 Nothrotheriidae |
|  |                        |
|  | 大地懶科 Megatheriidae |
|  |                        |

|  | 巨爪地懶科 Megalonychidae |
|  |                           |
|  | 樹懶科 Bradypodidae       |
|  |                           |

|  | 懶獸科 Nothrotheriidae |
|  |                        |
|  | 大地懶科 Megatheriidae |
|  |                        |

|  | 巨爪地懶科 Megalonychidae |
|  |                           |
|  | 樹懶科 Bradypodidae       |
|  |                           |

|  | 陵角懶科 Scelidotheriidae                                                          |
|  |                                                                                    |
|  | \| \| 二趾樹懶科 Choloepodidae \| \| \| \| \| \| 磨齒獸科 Mylodontidae \| \| \| \| |
|  |                                                                                    |
|  | 二趾樹懶科 Choloepodidae                                                           |
|  |                                                                                    |
|  | 磨齒獸科 Mylodontidae                                                              |
|  |                                                                                    |

|  | 二趾樹懶科 Choloepodidae |
|  |                          |
|  | 磨齒獸科 Mylodontidae    |
|  |                          |

|  | 懶獸科 Nothrotheriidae |
|  |                        |
|  | 大地懶科 Megatheriidae |
|  |                        |

|  | 巨爪地懶科 Megalonychidae |
|  |                           |
|  | 樹懶科 Bradypodidae       |
|  |                           |

|  | 懶獸科 Nothrotheriidae |
|  |                        |
|  | 大地懶科 Megatheriidae |
|  |                        |

|  | 巨爪地懶科 Megalonychidae |
|  |                           |
|  | 樹懶科 Bradypodidae       |
|  |                           |

|  | 陵角懶科 Scelidotheriidae                                                          |
|  |                                                                                    |
|  | \| \| 二趾樹懶科 Choloepodidae \| \| \| \| \| \| 磨齒獸科 Mylodontidae \| \| \| \| |
|  |                                                                                    |
|  | 二趾樹懶科 Choloepodidae                                                           |
|  |                                                                                    |
|  | 磨齒獸科 Mylodontidae                                                              |
|  |                                                                                    |

|  | 二趾樹懶科 Choloepodidae |
|  |                          |
|  | 磨齒獸科 Mylodontidae    |
|  |                          |

|  | 懶獸科 Nothrotheriidae |
|  |                        |
|  | 大地懶科 Megatheriidae |
|  |                        |

|  | 巨爪地懶科 Megalonychidae |
|  |                           |
|  | 樹懶科 Bradypodidae       |
|  |                           |

|  | 懶獸科 Nothrotheriidae |
|  |                        |
|  | 大地懶科 Megatheriidae |
|  |                        |

|  | 巨爪地懶科 Megalonychidae |
|  |                           |
|  | 樹懶科 Bradypodidae       |
|  |                           |

|  | 陵角懶科 Scelidotheriidae                                                          |
|  |                                                                                    |
|  | \| \| 二趾樹懶科 Choloepodidae \| \| \| \| \| \| 磨齒獸科 Mylodontidae \| \| \| \| |
|  |                                                                                    |
|  | 二趾樹懶科 Choloepodidae                                                           |
|  |                                                                                    |
|  | 磨齒獸科 Mylodontidae                                                              |
|  |                                                                                    |

|  | 二趾樹懶科 Choloepodidae |
|  |                          |
|  | 磨齒獸科 Mylodontidae    |
|  |                          |

|  | 懶獸科 Nothrotheriidae |
|  |                        |
|  | 大地懶科 Megatheriidae |
|  |                        |

|  | 巨爪地懶科 Megalonychidae |
|  |                           |
|  | 樹懶科 Bradypodidae       |
|  |                           |

|  | 懶獸科 Nothrotheriidae |
|  |                        |
|  | 大地懶科 Megatheriidae |
|  |                        |

|  | 巨爪地懶科 Megalonychidae |
|  |                           |
|  | 樹懶科 Bradypodidae       |
|  |                           |

|  | 陵角懶科 Scelidotheriidae                                                          |
|  |                                                                                    |
|  | \| \| 二趾樹懶科 Choloepodidae \| \| \| \| \| \| 磨齒獸科 Mylodontidae \| \| \| \| |
|  |                                                                                    |
|  | 二趾樹懶科 Choloepodidae                                                           |
|  |                                                                                    |
|  | 磨齒獸科 Mylodontidae                                                              |
|  |                                                                                    |

|  | 二趾樹懶科 Choloepodidae |
|  |                          |
|  | 磨齒獸科 Mylodontidae    |
|  |                          |

### 滅絕
棲息於南美洲太平洋沿岸的海懶獸於上新世晚期絕種，在巴拿馬地峽的形成後改變了海流方向，因而造成南美洲沿太平洋岸水溫的下降，並使著海懶獸賴以為生的海草大量滅絕。同時海懶獸的低新陳代謝速率使得牠們在低溫的海洋中較難以維持體溫。
南美洲與北美洲的地懶大約於11,000年前現代人類出現時絕種，許多更新世巨型動物群也約於此時絕種。在南美洲與北美洲都曾經有發現地懶被人類殺害、烹煮、食用的相關證據。末次冰河時期結束時所帶來的氣候變遷也可能是地懶滅絕的原因。
棲息於加勒比地區的地懶直到5,000年前人類到來安地列斯群島後才絕種，遠晚於棲息於南北美大陸上的地懶。

## 生物學

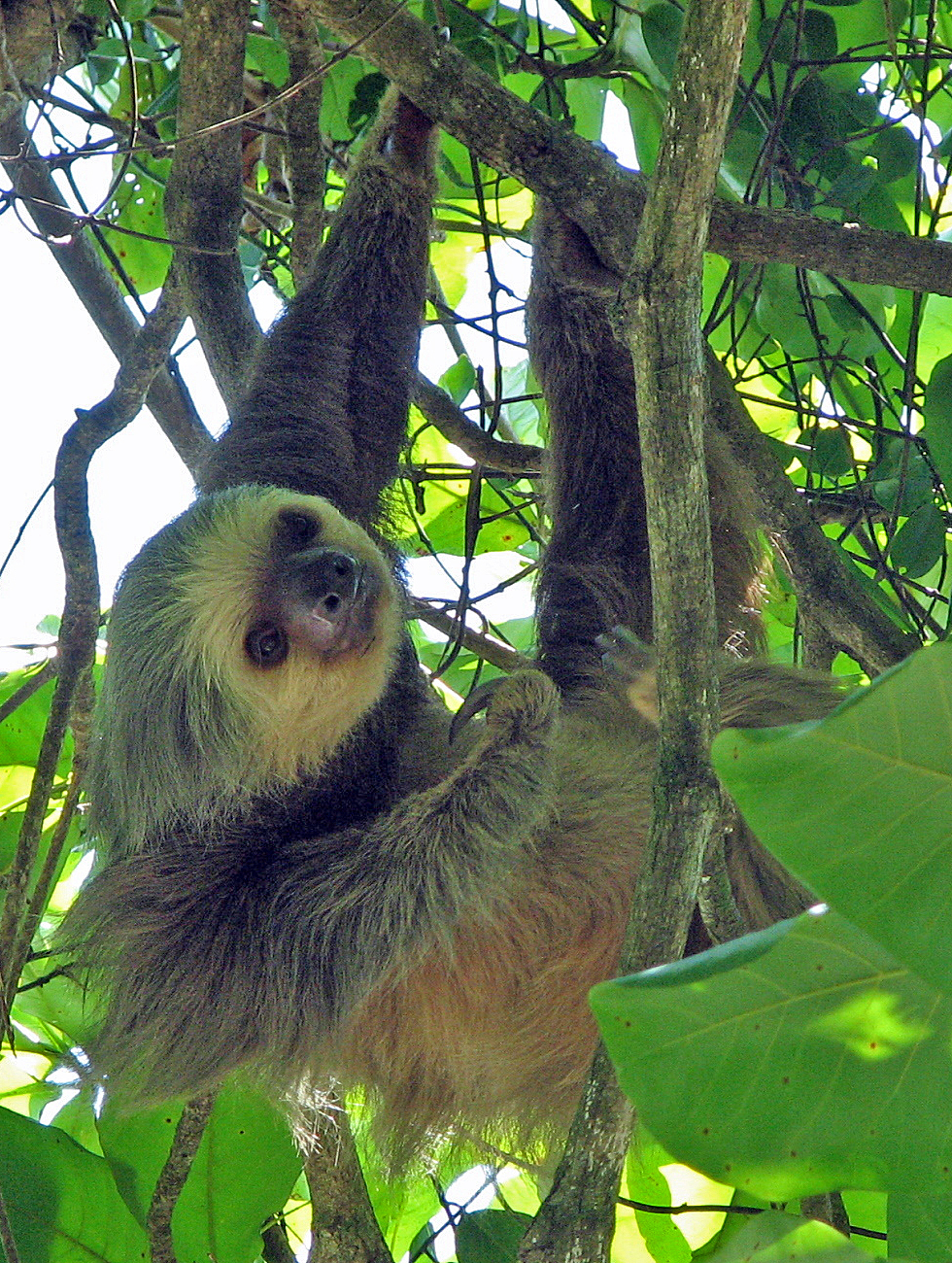
正在進食的霍氏樹懶，攝於哥斯大黎加曼努埃爾安東尼奧國家公園

### 外型
樹懶體長約 60至80 cm（24至31英寸），體重約 3.6至7.7（7.9至17.0磅），二趾樹懶的體型較大。樹懶具有長手臂以及外耳不明顯的頭。三趾樹懶有一條長約 5至6 cm（2.0至2.4英寸） 的尾巴。幾乎所有的哺乳動物均有7節頸椎，二趾樹懶只有6節，而三趾樹懶則有9節，讓牠們得以270度轉動牠們的頭部。

### 生理學
樹懶具有有色視覺，但視力很差。樹懶的聽力也很差，主要依靠嗅覺與觸覺來尋找食物。
樹懶擁有非常慢的代謝（低於同體型哺乳動物的 50%）及非常低的體溫，活動時體溫僅有30至34 °C（86至93 °F），休息時則更低。樹懶為異溫動物，牠們的體溫會隨著周遭環境溫度而變化，範圍大約在 25至35 °C（77至95 °F），但最低時可能只有 20 °C（68 °F）。
樹懶毛髮的生長方向與其他哺乳動物相反，哺乳動物的毛髮生長一般由脊椎向四肢延伸，但由於樹懶多半倒吊於樹上，四肢位置多半高於軀幹，相反的毛髮生長方向讓這些毛髮得以維持順向並起到保護樹懶的作用。樹懶的毛髮上同時還長有共生性的藻類，能夠提供牠們偽裝，減少被美洲豹、豹貓與角鵰發現的機會。樹懶毛髮上也由於長有藻類，形成了獨特的小型生態系，棲息著許多種的片利共生與寄生性節肢動物。寄生性的節肢動物包括會吸血的蚊、白蛉、錐蝽、蝨、蜱與蟎；而行片利共生的節肢動物則包括高度特化的甲蟲、蟎與蛾，然而這些節肢動物的糞便也能滋養藻類，使得樹懶能夠從中得利。目前有觀察到身上帶有大量節肢動物的物種包括：白喉三趾樹懶、褐喉三趾樹懶與二趾樹懶。

### 活動能力
樹懶的四肢演化成適合吊掛以及抓握，而非支撐自身體重。肌肉只佔了總體重的25-30%，而其他哺乳動物的肌肉則通常為總體重的40-45%.。四肢上的長爪也能幫助樹懶輕鬆倒掛於樹枝上並在地表時讓樹懶得以爬行，畢竟牠們並沒有行走的能力。另外，三趾樹懶的前肢長度比後肢長50%。
樹懶的移動速度十分緩慢，在樹上時平均速度約為每分鐘4（13英尺），但遭遇掠食者時也能以每分鐘4.5（15英尺）的速度移動；若是在地面，則樹懶爬行的速度每分鐘可達3（9.8英尺）。牠們有時會坐在樹枝上，但多半仍以倒吊為主，即使是進食、睡覺或是生產，甚至死後屍體也會繼續掛在樹枝上。然而，樹懶在游泳時，速度可達每分鐘13.5（44英尺），藉由划動前肢，樹懶得以橫跨河流或島嶼。樹懶能使牠們很慢的新陳代謝進一步下降，將心跳速率減少至平常的1/3，這讓牠們得以於水中憋氣40分鐘。
野生的褐喉三趾樹懶一天平均睡眠時間為9.6小時。二趾樹懶為夜行性；三趾樹懶多半為夜行性，但白天有時也會活動，不過90%的時間都會待在原地。

### 食性
樹懶寶寶透過舔母親唇上殘餘的植物組織來學習那些植物是否適合食用的，不過所有樹懶都會以傘樹屬的葉片為食。
二趾樹懶具有較多樣化的食性：包括昆蟲、腐肉、水果、葉子與小型蜥蜴，活動範圍可達 140 公頃。而三趾樹懶只以葉片為食，擁有哺乳動物中最慢的消化速度，終其一生可能都在同一棵樹上度過。樹葉難以消化且營養價值低，所以樹懶須透過巨大的胃與其內共生的細菌來慢慢消化這些樹葉。一隻飽食的樹懶三分之二的體重來自於其胃囊中的內容物，而這些內容物需要至少一個月才能夠消化完全。
樹懶一週一次會爬下樹至地面進行排泄與排遺，在排出後更會將排泄物掩埋，在地面時樹懶十分容易遭到掠食者的捕食。三趾樹懶會在固定的地點排便，而這項行為也能幫助維持樹懶毛上的獨特生態系，而埋在樹旁的糞便，則能成為樹木的肥料。最近研究顯示，樹懶蛾會將卵產在樹懶的糞便中，而幼蟲會以這些糞便為食，成年後這些蛾會在樹懶下幾次到地面排便時爬上樹懶的毛中棲息。

### 繁殖
褐喉與白喉三趾樹懶具有特定的繁殖季節，鬃毛三趾樹懶全年皆可繁殖，而侏三趾樹懶的繁殖則仍屬未知。三趾樹懶的妊娠期為六個月，二趾樹懶則為十二個月，一胎只會生下一隻幼崽，幼崽會與母親共同生活約五個月。在有些案例中，當幼崽墜落至地面時，母親會因為不願意爬下安全的樹而選擇遺棄幼崽，進而導致幼崽的喪生。雌樹懶多半一年繁殖一次，但有時會因為行動遲緩找不到雄樹懶而失去繁殖的機會。樹懶並沒有明顯的兩性異形，有時動物園會收到被標示錯誤性別的個體。
由於缺乏長時的自然環境調查數據，野生二趾樹懶的平均壽命目前仍然未知；人工飼養的個體平均則約為16年，但有其中一隻飼養於史密森尼學會美國國家動物園的二趾樹懶卻有活了49年的紀錄。

### 天敵
樹懶主要天敵之一是角鵰，可以無聲無息直接將樹懶抓起。另外美洲豹與豹貓也會獵捕樹懶。

## 棲息與分布地區

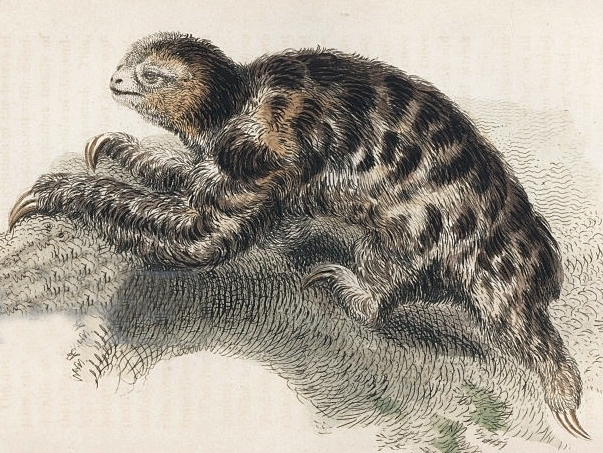
由Thomas Landseer於1825年所繪製的侏三趾樹懶素描

樹懶雖然只分布於中南美洲的熱帶雨林之中，牠們卻是當地十分繁盛的物種。在巴拿馬的巴羅科羅拉多島上，樹懶估計佔了當地樹棲哺乳動物生物質量的70%。六個現存物種之中，有四種為無危物種；棲息於巴西日益縮減的大西洋沿岸森林的鬃毛三趾樹懶，屬於易危物種，而棲息於離島上的侏三趾樹懶則為極危物種。樹懶的低新陳代謝導致牠們只能生存於熱帶地區，且牠們必須透過曝曬於陽光下來提高體溫，類似於變溫動物的體溫調節系統。

## 與人類之互動

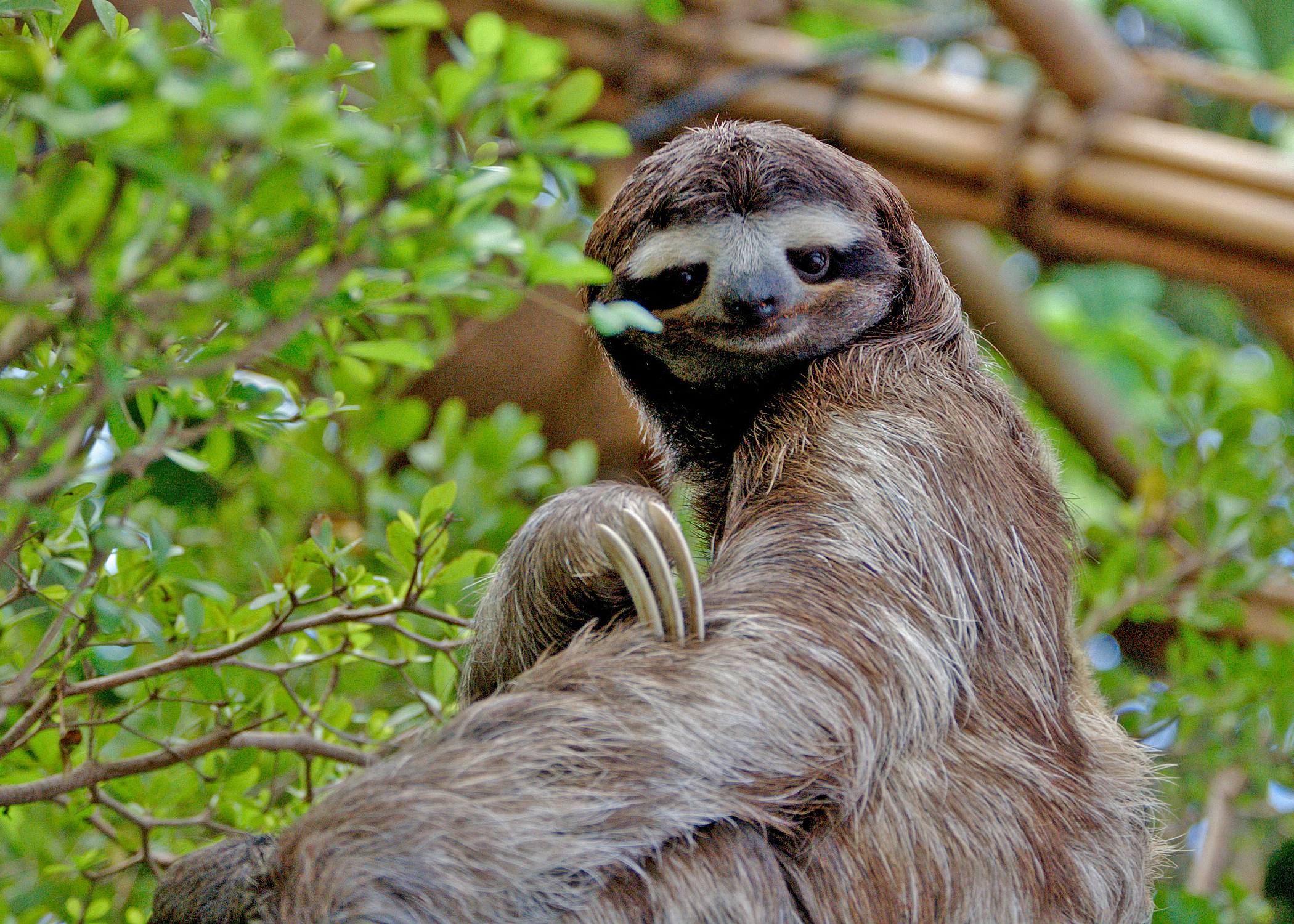
達拉斯世界水族館的三趾樹懶

在哥斯大黎加，記錄到最主要樹懶的死因為被電線電死以及遭到盜獵。然而牠們的爪子大幅增加了盜獵的難度，因為即使遭到射殺，死掉的樹懶依然會因為牠們的長爪而繼續倒掛於樹上，不會掉落至地面。
人類會非法捕捉樹懶作為寵物販賣，但其實樹懶特殊的生活習性導致牠們並不適合一般民眾飼養。
蘇利南綠色遺產基金會（Green Heritage Fund Suriname）的創始人莫莉卡·普兒（Monique Pool）至今已拯救並釋放了超過600隻的樹懶、食蟻獸、犰狳以及豪豬。
哥斯大黎加樹懶保育研究協會主要的職務在於照顧、使樹懶恢復健康並將牠們釋放回野外。同樣位於哥斯大黎加的哥斯大黎加樹懶收容所主要也以照顧樹懶為主，並已成功釋放了約130隻個體回到野外；然而，2016年五月的一篇報導中之前於該收容所工作的兩名獸醫指出，該收容所並沒有給予樹懶真正妥善的照護。

## 外部連結
為什麼樹懶要大費周章爬下樹排便？ （页面存档备份，存于），來自PanSci 泛科學。